# Altagracia de Orituco
Altagracia de Orituco, fundada com a Nuestra Señora de Altagracia de Orituco és una ciutat de Veneçuela, situada en el nord-est de l'Estat Guárico, capital del Municipi José Tadeo Monagas i antiga capital de l'estat. La seva població era de 52.952 habitants, segons cens de 2011 .

## Gentilici
El gentilici formal és gracità, encara que també de manera col·loquial s'utilitzen les denominacions orituqueny, altagracià.

## Història

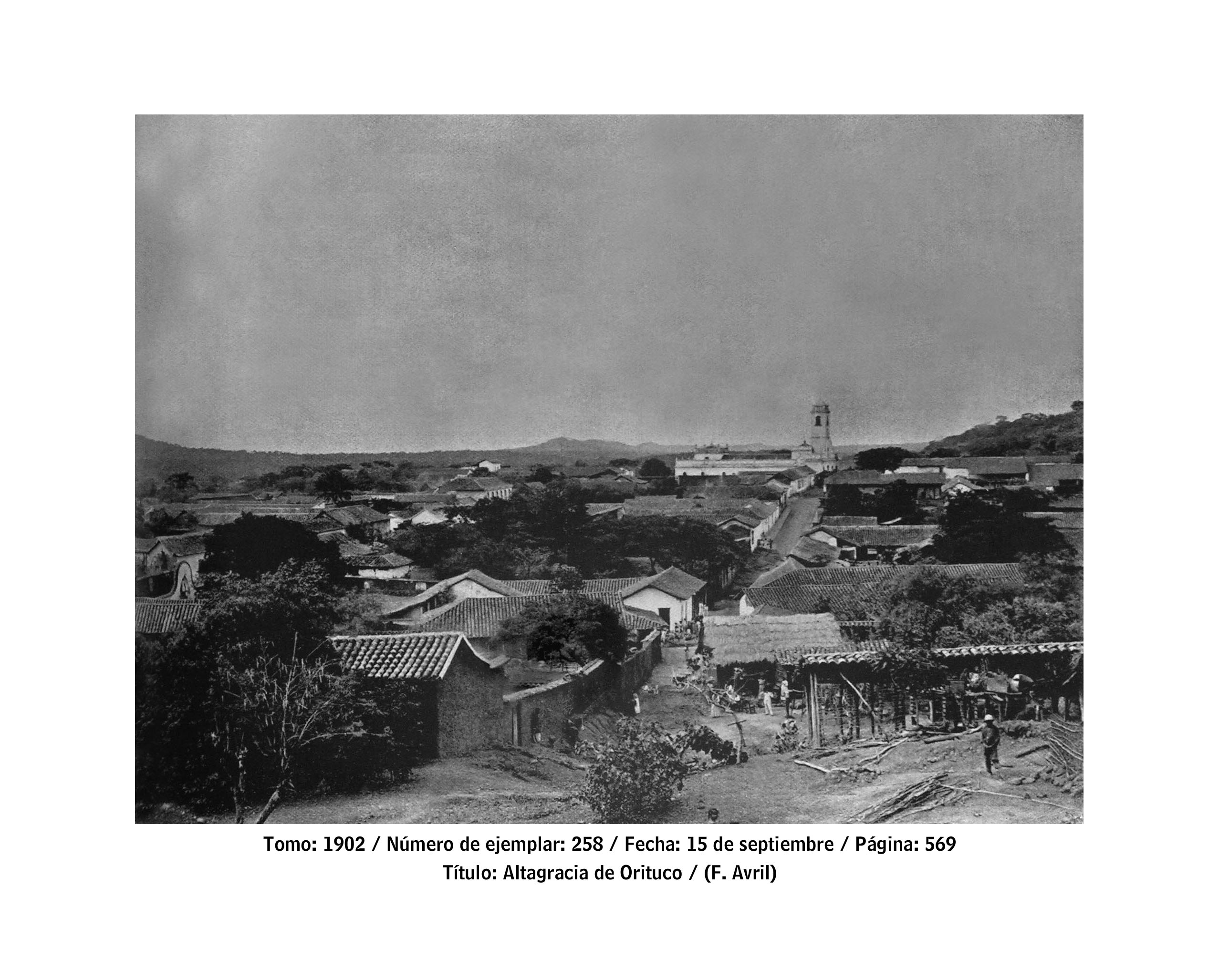
Altagracia de Orituco el 1902

L'1 de març de 1676 va ser concedit, pública i oficialment, el terreny utilitzat per constituir un poble indígena de doctrina, denominat després Nuestra Señora de Altagracia.
És oportú reiterar que la Ciutat de “Nuestra Señora de Altagracia de Orituco” va començar de fet l'1 de març de 1694 quan va ser consumada l'adjudicació del terreny per traslladar a un grup de la “nació Guaiqueris,” que havia pertangut a l'encomana del Capità Joseph Salvador de Medina fins a 1687, quan va cessar aquest règim social i econòmic i els indígenes van ser alliberats del servei personal. Aquella concessió de territori va ser efectuada, publica i oficialment, a la “Vall de San Miguel de Orituco” per mandat del Governador de Veneçuela, mestre de camp Francisco de Berroterán, qui va autoritzar al cabildo de Sant Sebastià de los Reyes per realitzar aquesta activitat oficial, que va ser executada pel Capità Nicolás García Mujica, Alferes Real i Alcalde ordinari; a qui les fonts identifiquen a més com Nicolás Garmendia Mujica. Aquesta població va ser constituïda després com a Ciutat de doctrina, amb l'aquiescència del Bisbe de Veneçuela Diego de Baños i Sotomayor.
Altagracia de Orituco va sorgir a conseqüència de l'abolició del règim d'encomanes del servei personal. Aquest és el fet històric determinant en l'origen d'aquesta nova població indígena; no ho és el succés protocolar de l'obertura d'un llibre de registre eclesiàstic, perquè això era un acte rutinari, entès com una obligació que tenia el capellà amb respecte a l'Església i als feligresos que havien de ser atès per ell.
És pertinent ressaltar que el pare Juan de Barnuevo, llavors capellà del Valle de San Miguel del Rosario, esmentava ja la població de Altagracia en el primer semestre de 1697.

## Toponímia
La capital del Municipi Autònom José Tadeo Monagas de l'Estat Guárico és denominada Altagracia de Orituco. La primera part d'aquest nom correspon al de la Verge de Altagracia i la segona a la del riu a la vora del que està situada la ciutat des del seu orígens.
La formació del topònim Altagracia de Orituco és conseqüència d'un procés iniciat en les últimes dècades del segle xvii, quan el catolicisme dominant va influir per nomenar Nuestra Señora de Altagracia a la comunitat d'indis guaiqueriss.
Convé recordar que Orituco és paraula castellanitzada, procedent del quichua Uritucu, formada per veu Uritu que empraven els aborígens inques per nomenar comunament al papagai guacamais, lloros, pericos entre altres i per la partícula Cu, Co en el sentit d'adjectiu augmentatiu de la mateixa llengua.
Vist així, Uritu-cu significa papagai, molts papagais. El vocable va ser transformat, finalment de Uritu-cu a Orituco. En ser convertit en topònim hauria indicat lloc amb abundància d'aquests animals.

### Hidrografia
Els rius principals són el Orituco, el Memo i el Macaira. La principal provisió d'aigua del Municipi José Tadeo Monagas és el denominat "Embassament de Guanapito".

## Símbols

### Bandera
La Bandera de Altagracia de Orituco va ser dissenyada per Luis Fermín Torres i Sara Zamora l'any 1993. Aquesta va ser la que es va enarborar per primera vegada a la Plaça Bolívar el 29 de setembre de 1993, data en la qual va ser decretada com a Bandera Oficial de Altagracia de Orituco i del Municipi Monagas sota el Mandat de l'Alcalde Salomón Gómez Naranjo. La segona bandera va ser confeccionada a la Casa de Banderas a Caracas, aquesta reposa en el Consell Municipal.
Aquesta Bandera està conformada per tres franges diagonals ascendents; la del pal i del vol de forma triangular i la del centre en forma rectangular.
Els Colors que la identifiquen són:
- Blau: en la part del pal que representen els cels lliures de la regió.
- Blanc: al centre; representa la pau del poble.
- Vermell: en la part del vol, representa la llibertat i fertilitat del sòl.

### Escut
L'escut de Altagracia de Orituco i del Municipi Monagas va ser dissenyat pel José Vicente Hernández Chilibertti i Hilmar Hernández de Constant, l'any 1993. L'escut està dividit en tres quarters; en la part superior una cinta tricolor nuada al centre sobre un semicercle verd, en el qual s'albira un llanero a cavall que simbolitza la llibertat sobre l'extensa plana.
- En el primer quarter: Sobre un fons vermell, està un aborigen representant als Guaiqueris i Guamonteyes, primers pobladors de les valls del Orituco, sobre el cap de l'aborigen estan col·locades set estrelles color plata que representen les set parròquies que integren el municipi.
- En el segon quarter: Sobre un fons groc, un far de llum amb llibre obert sobre el qual reposa una panotxa de blat de moro que representa la tradició i cultura del saber del poble del Orituco.
- En el tercer quarter: Sobre un fons verd, representant un paisatge sobre el qual destaca el Morro de Macaira, una fulla de tabac, l'Embassament de Guanapito i una casa enmig del verdor, que representen la Hisenda La Elvira, com a símbols de riquesa del poble.

Entots dos costats unes panotxes de sego lligades en la part inferior amb una cinta tricolor amb la següent llegenda.
- En la part groga es llegeix: 1 de marzo de 1694, data de naixement del poble de Nuestra Señora Altagracia de Orituco.
- En la cinta blava es llegeix: 29 de septiembre de 1993, data en què va ser decretat Oficialment l'escut de Altagracia de Orituco i del Municipi Monagas.
- En la cinta de color vermell es llegeix: Nuestra Señora de Altagracia de Orituco, en la part esquerra que és el nom del poble; en el costat dret, apareix Estat Guárico que és l'entitat federal a la qual pertany el poble.

Aquest escut reposa en el saló de sessions de la Càmera Municipal.

### Himne
L'Himne va ser compost l'any de l'elecció Parroquial del poble de Altagracia de Orituco per Augusto Jaramillo i música d'Emilia de Zanders